# Felipe Buencamino III
Felipe "Philip" Buencamino III (28 maart 1920 - 28 april 1949) was een Filipijns journalist en diplomaat.

## Biografie
Felipe Buencamino werd geboren op 28 maart 1920. Zijn ouders waren Dolores Arguelles en Victor Buencamino, een dierenarts en jongere broer van Felipe Buencamino jr.. Buencamino voltooide in 1939 zijn studie rechten. Tijdens de Tweede Wereldoorlog vocht Buencamino in Bataan. In die periode hield Buencamino een dagboek bij, dat later na zijn dood werd gepubliceerd door zijn vader Victor. Na de oorlog was hij werkzaam als journalist bij onder meer Philippe Free Press, Philippine Press en de Manila Post. Nadat deze laatste krant ophield te bestaan was hij enige tijd verslaggever voor de Filipijnse radio totdat hij in dienst trad bij de Filipijnse diplomatieke dienst.
Buencamino overleed in 1949 op 29-jarige leeftijd in Nueva Ecija bij een aanval door communistische rebellen van de Hukbalahap op zijn konvooi. Ook zijn schoonmoeder en voormalig First lady Aurora Quezon, zijn schoonzus Maria Aurora Quezon en negen anderen kwamen hierbij om het leven. Buencamino was getrouwd met Maria Zeneida Quezon, de andere dochter van Manuel Quezon en had met haar twee kinderen. Maria Zeneida hertrouwde later met Alberto Avanceña, een zoon van Ramon Avanceña, opperrechter van het Hooggerechtshof van de Filipijnen.